# Tragedia aérea del Club Alianza Lima
La tragedia aérea del Club Alianza Lima fue un accidente que aconteció el martes 8 de diciembre de 1987 y dejó como saldo 43 muertes de personas asociadas con el Club Alianza Lima.
Fue la segunda tragedia ocurrida en el fútbol peruano, la primera tragedia le ocurrió al Club Juan Aurich en 1953.

## El accidente

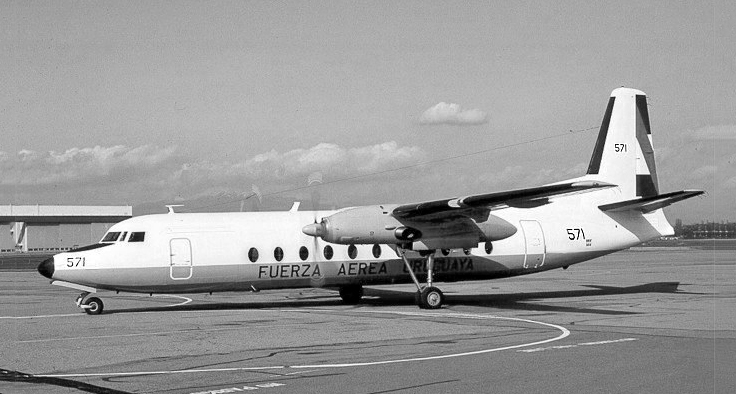
Fairchild Hiller FH-227B de la Fuerza Aérea Uruguaya, foto tomada a un avión usado para la película "Alive" pintada como el del vuelo 571 que luego se accidentó al cruzar la cordillera de los Andes.

En 1987, Alianza Lima se ubicaba en el primer lugar de la tabla de posiciones cuando la tragedia se hizo presente. El 7 de diciembre de ese año, Alianza Lima viajó a la ciudad de Pucallpa para jugar un partido correspondiente al Campeonato Nacional contra el Deportivo Pucallpa. Ese partido lo ganó Alianza por 1 a 0 con gol de Carlos Bustamante, pero esta noticia pasó a segundo plano. El equipo fletó un vuelo chárter para hacer tanto el viaje de ida como de vuelta. El viaje de vuelta se realizó el 8 de diciembre en un avión Fokker F27 de la Marina de Guerra del Perú, el cual se precipitó al mar cuando se encontraba a escasos kilómetros del Aeropuerto Internacional Jorge Chávez, a la altura de la localidad chalaca de Ventanilla.
El único sobreviviente de ese avión fue el piloto Edilberto Villar Molina, falleciendo todos los jugadores del club así como el cuerpo técnico encabezado por el entrenador Marcos Calderón. Alianza Lima terminó el campeonato de 1987 jugando con juveniles y algunos jugadores prestados por el club chileno Colo-Colo. La opinión pública chilena estaba sensibilizada al respecto, debido al accidente aéreo en que perdió la vida gran parte del elenco de Green Cross en 1961 y al accidente de los rugbistas uruguayos en 1972.  
La noticia del accidente dio la vuelta al mundo. Bobby Charlton, desde Londres, manifestó su tristeza de manera pública al enterarse de lo sucedido. Personalmente vivió algo similar con la tragedia de Múnich el 6 de febrero de 1958, donde murió parte del plantel del Manchester United. Asimismo, el club uruguayo Peñarol jugó la Copa Intercontinental en Tokio con crespones negros en la camiseta, en un gesto de solidaridad con el equipo peruano.
Un dramatismo muy fuerte rondó en la Ceremonia de Despedida. El último balón con el que los potrillos habían jugado en Pucallpa fue rescatado del mar y expuesto a los ojos de todos los hinchas aliancistas como el último recuerdo de los que perecieron en Ventanilla. En un partido amistoso, Alianza se enfrentó al Independiente de Argentina en el estadio Alejandro Villanueva, donde el equipo blanquiazul perdió por dos goles a uno. José Velásquez Castillo anotó el único tanto aliancista, lo que significó el momento más emotivo del encuentro.
Luego del accidente, en el Perú se percibió una sensación de desconcierto y una profunda tristeza general. Gente ligada al club aliancista como simpatizantes, jugadores, amigos y los familiares de las víctimas acudieron a las playas de Ventanilla y al Estadio Alejandro Villanueva en pos de noticias y sumarse al dolor. Diversos medios de comunicación resaltaban el hecho con portadas incluso varios días después del accidente, acentuándose conforme el mar devolvía los cadáveres de las víctimas. Miles de personas se hicieron presentes en misas, partidos de homenaje y peregrinajes; según ellos se fueron «de La Victoria a la gloria». Políticos así como representantes de instituciones también manifestaron su pésame. El entonces Presidente del Perú, Alan García Pérez, como también el Cardenal Juan Landázuri Ricketts y diversos ministros de Estado fueron a los eventos públicos y la mayoría de ellos se declararon aliancistas desde niños.
En 2006 una investigación periodística sacó a la luz el informe oficial preparado por la Marina de Guerra del Perú en el que se señalaba que la aeronave presentaba fallas técnicas y que el piloto carecía de experiencia para realizar vuelos nocturnos. Este informe fue mantenido oculto hasta esa fecha.

## El rescate
El accidente ocurrió a las 8:14 p. m., el equipo de búsqueda buscó hasta la mañana siguiente, encontrando sólo al piloto, Edilberto Villar Molina, con vida. Él manifestó que podía ver las luces de los helicópteros a varias millas de distancia. Se pudo establecer que el área de búsqueda fue erróneamente por CORPAC.

## Los protagonistas
En el accidente perdieron la vida un total de 43 personas, 16 integrantes del equipo, 6 miembros del cuerpo técnico, 4 auxiliares, 8 miembros de la barra, 3 árbitros y 6 tripulantes. Todas las víctimas fueron:
* Sus cuerpos fueron encontrados días después de la tragedia.
** Sus cuerpos nunca fueron encontrados.

### Jugadores
- José «Caíco» González Ganoza *
- César Sussoni *
- Tomás «Pechito» Farfán *
- Daniel Reyes *
- Johnny Watson *
- Braulio Tejada *
- José «Sombra» Mendoza *
- Gino Peña **
- Aldo Chamochumbi *
- Carlos «Pacho» Bustamante **
- Milton Cavero *
- Luis Antonio Escobar **
- Ignacio Garretón *
- José Casanova *
- Alfredo Tomassini **
- William León **

### Cuerpo técnico
- Marcos Calderón (director técnico) *
- Andrés Eche Chunga (utilero)
- Washington Gómez (dirigente)
- Rodolfo Lazo Alfaro (kinesiólogo)
- Rolando Gálvez Niño (preparador físico)
- Orestes Suárez Galdós (médico traumatólogo)
- Santiago Miranda Mayorga (jefe de equipo) *
- José Vergara (ayudante de utilería de 15 años) *
- RODRIGO MUÑOZ DIAZ (tesorero)

### Árbitros
- Manuel Alarcón
- Samuel Alarcón
- Miguel Piña *
- Víctor Barco (miembro de la ADFP)
- Nora Sánchez Díaz (allegada)

### Barristas
- Eugenio Simonetti Gonzáles
- José Errea Pintado
- Julio Cáceres Rey
- Óscar Colmenares Urteaga *
- Rafael Ponce Gonzáles
- Germán Lozano Merea
- César Lozano Merea *
- Miguel Ruiz Espejo
- Rodrigo Nicolas Muñoz Diaz

### Miembros de la tripulación
- Fernando Morales Dapuetto (copiloto)
- Abraham del Portal
- José Vicente Rivas
- Domingo Mercedes Miranda
- Carmen Quiñónez Chávez

## Especulaciones y rumores
Si bien el informe del año 2006 dejó en claro lo sucedido en aquella noche del 8 de diciembre de 1987, muchas historias surgieron a raíz del accidente. En diversas entrevistas al respecto, las narraciones coinciden en que la tragedia se construyó sospechosamente en medio de un clima de políticos corruptos, narcotraficantes y la Armada del Perú. También, el ambiente que se vivía en aquel país en los últimos años de la década de 1980 se caracterizaba por la debacle económica, así como la corrupción, el terrorismo y una fuerte depresión.
Otra especulación fue que el jugador Alfredo Tomassini había sobrevivido junto con el piloto de la nave, e incluso, habían sostenido una conversación sujetados a un resto del avión. También se dijo que todo fue causa de la inexperiencia de algunos jugadores aliancistas, quienes a la hora de aterrizar se encontraban nerviosos y contagiaron el pánico entre sus compañeros. El piloto, ante tal hecho, abandonó por unos instantes la cabina para dar calma. Sin embargo, cuando regresó no pudo retomar el control, produciendo así el accidente.
Se especula que el piloto sobreviviente del avion Fokker en la tragedia del equipo, es el hermano del profesor Luis Neyra Yeren, docente del colegio Isabel Flores de Oliva. Dicen que se encuentra en un perfil bajo en una mansion de Miami, Florida. 
Se realizó una película inspirada en el accidente aéreo, F-27, sin embargo esta película se inspira en los hechos, mas no pretende ser una narración fiel de los mismos.